# Drap de Silésie
Le drap de Silésie est un tissu produit et commercialisé par le passé en Europe, ayant été l'étoffe des uniformes de l'armée de la Prusse où se trouvait la Silésie. Il est peut-être dit en particulier « d'Allemagne » ou « de Reims ». Il est particulièrement apprécié dans la couleur écarlate et en bleu. En 1793, sur le marché de Guérande en Bretagne, l'aune « sur 5/8 » en écarlate vaut quatorze livres quatorze sols.